# 2003年のJリーグ ディビジョン2
- 日本プロサッカーリーグ  > Jリーグ ディビジョン2 > 2003年のJリーグ ディビジョン2
- 2003年のスポーツ  > 2003年のサッカー >  2003年のJリーグ  > 2003年のJリーグ ディビジョン2

この項目では、2003年シーズンのJリーグ ディビジョン2（J2）について述べる。

## 2003年シーズンのJ2所属クラブ
2003年シーズンのJ2リーグ所属クラブは以下の通りである。Jリーグ ディビジョン1 (J1) 15位サンフレッチェ広島は初のJ2降格。16位コンサドーレ札幌が2000年シーズン以来3シーズンぶりのJ2降格。
※前年度成績=特記なきものは2002年J2のもの
| チーム名           | 監督                     | 所在 都道府県 | ホームスタジアム                      | 前年成績 |
| ------------------ | ------------------------ | ------------- | ------------------------------------- | -------- |
| コンサドーレ札幌   | ジョアン・カルロス       | 北海道        | 札幌ドーム 札幌厚別公園競技場         | J1 16位  |
| モンテディオ山形   | 柱谷幸一                 | 山形県        | 山形県総合運動公園陸上競技場          | 11位     |
| 水戸ホーリーホック | 前田秀樹                 | 茨城県        | 笠松運動公園陸上競技場                | 10位     |
| 大宮アルディージャ | 菅野将晃                 | 埼玉県        | 埼玉県営→さいたま市大宮公園サッカー場 | 6位      |
| 川崎フロンターレ   | 石崎信弘                 | 神奈川県      | 川崎市等々力陸上競技場                | 4位      |
| 横浜FC             | ピエール・リトバルスキー | 神奈川県      | 三ツ沢公園球技場                      | 12位     |
| 湘南ベルマーレ     | サミア                   | 神奈川県      | 平塚競技場                            | 5位      |
| ヴァンフォーレ甲府 | 松永英機                 | 山梨県        | 山梨県小瀬スポーツ公園陸上競技場      | 7位      |
| アルビレックス新潟 | 反町康治                 | 新潟県        | 新潟市陸上競技場                      | 3位      |
| サンフレッチェ広島 | 小野剛                   | 広島県        | 広島ビッグアーチ                      | J1 15位  |
| アビスパ福岡       | 松田浩                   | 福岡県        | 東平尾公園博多の森球技場              | 8位      |
| サガン鳥栖         | 千疋美徳                 | 佐賀県        | 鳥栖スタジアム                        | 9位      |

## レギュレーション
前年と同じで、12チームによる4回戦総当たり・全264試合で行われた。

## スケジュール
リーグ戦がJ1より1週間早く開幕、終了した。
- 3月15日 - リーグ戦開幕
- 11月23日 - リーグ戦終了

## リーグ概要
初のJ2での戦いとなった広島が前評判通りに好調な滑り出しを見せた。広島は第1節こそ引き分けたものの第2節から10連勝し、第11節終了時点で2位の水戸に勝ち点差11を付けていた。しかし、相手チームの徹底的に守る戦術や、J2の過密日程に悩まされて次第に失速する。一方2位以下から抜け出してきたのは新潟と川崎で、新潟は第24節に広島に代わって首位に立ち、川崎も第27節で広島を抜いて2位に浮上した。その後は首位を走る新潟を、2位を争う広島と川崎が追いかける展開となり、J1昇格争いもこの3チームのマッチレースとなった。
第42節の時点で1位新潟、2位広島、3位川崎の間に勝ち点2ずつの差があったが、第43節は広島が勝ち、川崎が引き分け、新潟が負けたことでまず広島の1年でのJ1復帰が決定。残る1つのJ1昇格枠は、最終節で新潟は引き分け以上で昇格決定、川崎は広島との直接対決に勝利の上で新潟が敗れれば昇格という状況であったが、新潟が勝利したことで初のJ1昇格が決定。広島が敗れたためにJ2優勝も決めた。一方、3位の川崎は2位の広島と勝ち点差1でJ1昇格を逃したが、監督の石崎信弘にとっては大分時代の1999年、2000年に続いて3度目の勝ち点差1での昇格失敗となった（2003年J2第43節・最終節参照）。
一方、下位では鳥栖が第17節から最終節まで28試合連続勝利なし、シーズン3勝と共に当時のJ2ワースト記録を作り、経営危機も相まってチェアマンの鈴木昌が除名、または下部リーグへの降格を示唆するほどの惨状であった。
またスタジアム関連では、埼玉県大宮公園サッカー場の運営・管理が埼玉県からさいたま市に変更されたため「さいたま市大宮公園サッカー場」と改められた。

## 順位表
| 順 | チーム                     | 試 | 勝 | 分 | 敗 | 得 | 失 | 差  | 点 | 出場権または降格 |
| -- | -------------------------- | -- | -- | -- | -- | -- | -- | --- | -- | ---------------- |
| 1  | アルビレックス新潟 (C) (P) | 44 | 27 | 7  | 10 | 80 | 40 | +40 | 88 | J1 2004へ昇格    |
| 2  | サンフレッチェ広島 (P)     | 44 | 25 | 11 | 8  | 65 | 35 | +30 | 86 | J1 2004へ昇格    |
| 3  | 川崎フロンターレ           | 44 | 24 | 13 | 7  | 88 | 47 | +41 | 85 |                  |
| 4  | アビスパ福岡               | 44 | 21 | 8  | 15 | 67 | 62 | +5  | 71 |                  |
| 5  | ヴァンフォーレ甲府         | 44 | 19 | 12 | 13 | 58 | 46 | +12 | 69 |                  |
| 6  | 大宮アルディージャ         | 44 | 18 | 7  | 19 | 52 | 61 | −9  | 61 |                  |
| 7  | 水戸ホーリーホック         | 44 | 15 | 11 | 18 | 37 | 41 | −4  | 56 |                  |
| 8  | モンテディオ山形           | 44 | 15 | 10 | 19 | 52 | 60 | −8  | 55 |                  |
| 9  | コンサドーレ札幌           | 44 | 13 | 13 | 18 | 57 | 56 | +1  | 52 |                  |
| 10 | 湘南ベルマーレ             | 44 | 11 | 11 | 22 | 33 | 53 | −20 | 44 |                  |
| 11 | 横浜FC                     | 44 | 10 | 12 | 22 | 49 | 88 | −39 | 42 |                  |
| 12 | サガン鳥栖                 | 44 | 3  | 11 | 30 | 40 | 89 | −49 | 20 |                  |

最終更新は2003年11月23日の試合終了時
出典: J.League Data Site
順位の決定基準: 1. 勝点; 2. 得失点差; 3. 得点数.

## 得点ランキング
出典：
| 順位   | 選手         | 所属               | 得点 |
| ------ | ------------ | ------------------ | ---- |
| 得点王 | マルクス     | アルビレックス新潟 | 32   |
| 2      | ジュニーニョ | 川崎フロンターレ   | 28   |
| 3      | バレー       | 大宮アルディージャ | 22   |
| 4      | ベンチーニョ | アビスパ福岡       | 20   |
| 5      | アウグスト   | 川崎フロンターレ   | 17   |
| 6      | マルセロ     | サンフレッチェ広島 | 14   |
| T7     | 我那覇和樹   | 川崎フロンターレ   | 13   |
| T7     | 上野優作     | アルビレックス新潟 | 13   |
| 9      | 城彰二       | 横浜FC             | 12   |
| T10    | 中村幸聖     | モンテディオ山形   | 11   |
| T10    | 林祐征       | アビスパ福岡       | 11   |